# 西芳寺

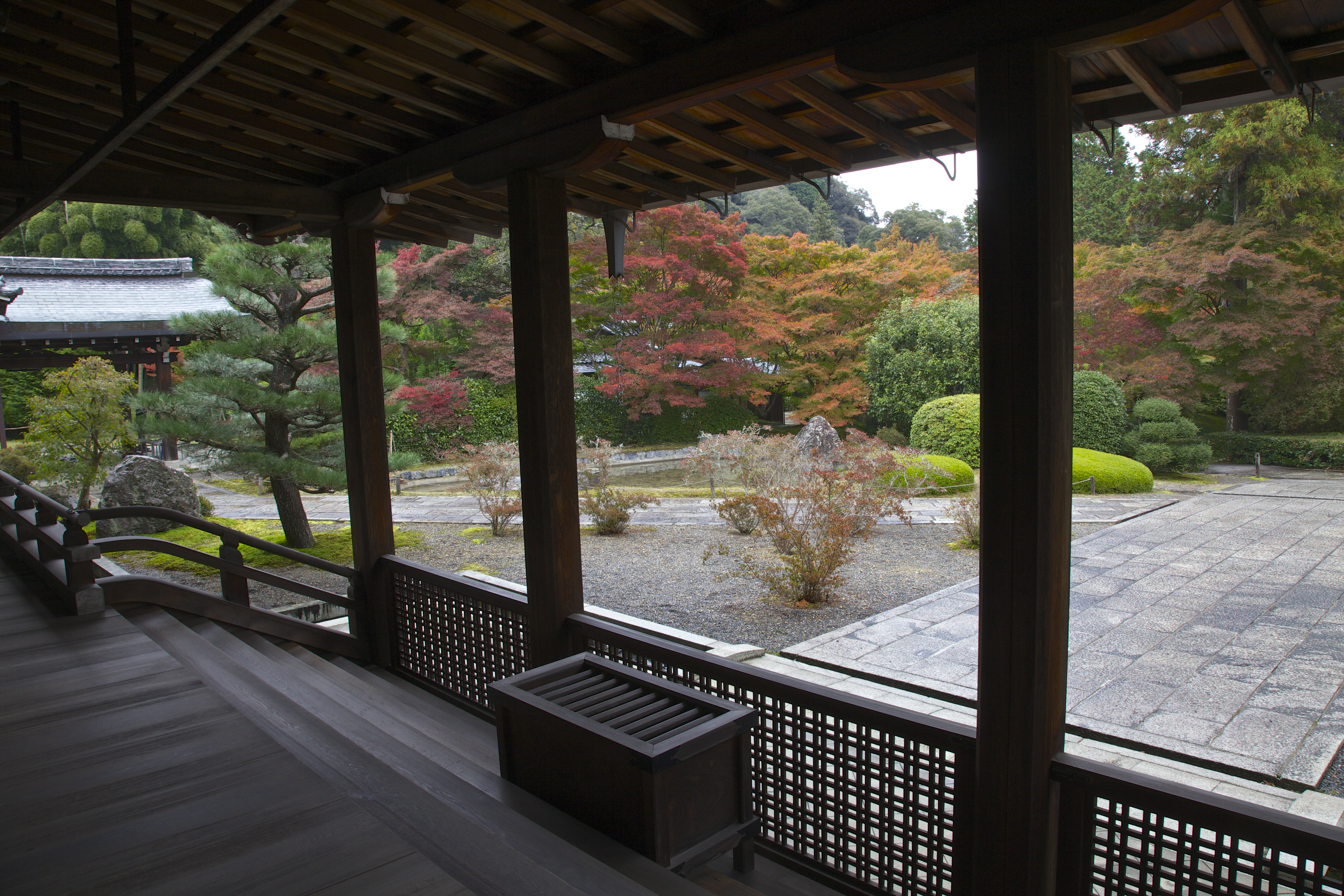

西芳寺（日语：／ Saihō-ji */?）為一位于日本京都府京都市西京區的臨濟宗寺院，天龍寺的境外塔頭，別稱苔寺。山號洪隱山。本尊阿弥陀如来。開山僧人為行基，後來再次中興開山的則為夢窗疏石。以「古都京都的文化財」的一部份而列入世界遺產名單。

## 歷史
西芳寺所在地原為飛鳥時代第31代用明天皇的皇子—聖德太子的別墅，祭祀太子所雕的阿彌陀佛像。
到了奈良時代，得到第45代聖武天皇敕願的行基將別墅改為寺院，當初是法相宗寺院，稱為「西方寺」，以阿彌陀如來為本尊，觀音菩薩和勢至菩薩為脇侍。
建武年間寺院荒廢。到室町時代，松尾大社的宮司藤原親秀邀請當時造園高僧夢窗疎石前來復興寺院，這時寺名仍為「西方寺」，以祭祀西方極樂淨土教主的阿彌陀如來為意，但夢窗疎石改為「西芳寺」。「西芳」由來是指「祖師西來」和「五葉聯芳」，與禪宗初祖達摩相關的句子。
在1469年的應仁之亂中，因西軍攻擊而燒失，1485年又遇洪水。後由本願寺的蓮如再次復興，室町幕府第8代將軍足利義政再建了指東庵。
安土桃山時代，1568年因丹波國柳本氏兵亂燒失，織田信長命令天龍寺的策彦周良再建。
江戶時代的寬永年間和元祿年間遭遇兩次洪水而荒廢，原本是枯山水的庭園，在江戶時代長了許多青苔，不久也有河流流入，成為一個大的地理因素。
後因明治維新的神佛分離令，廢佛毀釋，境内再次荒廢，直至1878年再興。1969年再建西來堂。

## 參拜
原本自1928年起任何人都能來參觀的西來寺，在1977年終止一般的參觀，改為預約制。以讀經和寫經等宗教形式為參加條件。

## 交通
乘京都公車於「苔寺・鈴虫寺」站下車即可抵達。亦可由阪急電鐵嵐山線松尾大社站下車徒步20分鐘。

## 外部連結
- 西芳寺庭園 （页面存档备份，存于）